# Храм Светог Јована Крститеља у Врелу
Храм Светог Јована Крститеља у Врелу   један је од верских објеката с почетка 20. века у саставу Српске православне цркве у Епархији нишкој, под надзором архијерејског намесника са седиштем у Алексинцу, у  градској општини Пантелеј на подручју града Ниша у Нишавском управном округу. 

## Историја
По народном предању на месту данашњег храма постојала је првобитна средњовековна црква црква која је страдала у време турског ропства, када је у село Врело наишао одред Турске коњице, који је на дан Сабора побио много сељана и девастирао Цркву.
Храм је саграђена на темељима старе светиње 1909. године и неколико година није био освештан, тачније све до 9. августа 1940. године на дан светог Пантелејмона, када је храм освештао епископа нишки Јован Илић,  у време свештеника Методија Соколовића.
Током 1926. године у храму је урађен иконостас и фрескодекорација.
Храм поседује Антиминс, литургијско платно на којем су представљена страдања Христова и полагање у гроб, које се полаже на часну трапезу, у олтару Цркве и на њему се врши Света литургија из 1936. године. Антиминс је потписан руком епископа Јована Илића.